# Contea di Wabash (Illinois)
La contea di Wabash (in inglese Wabash County) è una contea dello Stato dell'Illinois, negli Stati Uniti. La popolazione al censimento del 2000 era di 12 937 abitanti. Il capoluogo di contea è Mount Carmel.